# Moncontour (Vienne)
Moncontour település Franciaországban, Vienne megyében. Lakosainak száma 982 fő (2022. január 1.). Moncontour Airvault, Assais-les-Jumeaux, Marnes, Arçay, La Grimaudière, Martaizé, Mouterre-Silly, Saint-Clair, Saint-Jean-de-Sauves és Plaine-et-Vallées községekkel határos.

## Népesség
A település népességének változása:
| Lakosok száma | 975  | 972  | 999  | 986  | 990  | 998  | 993  | 987  | 982  |
|               | 2013 | 2015 | 2016 | 2017 | 2018 | 2019 | 2020 | 2021 | 2022 |